# Kerk van Groß Midlum
De Kerk van Groß Midlum (Duits: Kirche Groß Midlum) is een hervormd kerkgebouw in de Oost-Friese plaatst Groß Midlum in de gemeente Hinte. Hoog en centraal gelegen op een warft bood het gebouw in het verleden bescherming tegen overstromingen. Rond de kerk bevindt zich, net als bij veel andere Oost-Friese warftdorpen, het kerkhof.

## Geschiedenis
De kerk van Groß Midlum werd tegen het einde van de 13e eeuw gebouwd. Het betreft een baksteenkerk in de overgangsstijl van de romaanse en gotische architectuur. Oorspronkelijk werd de kerk gewijd aan de heilige Martinus gewijd en behoorde voor de reformatie tot de proosdij van Hinte in het bisdom Münster.
Aan de nog bestaande schildbogen is te zien dat de kerk oorspronkelijk gewelven bezat. Aan de oostelijke zijde is een halfronde apsis aangebouwd. De kleine hooggeplaatste vensters in de noordelijke muur zijn origineel. De zuidelijke muur is door hooggeplaatste blindnissen en de later vergrote spitsbogige vensters rijker voorzien. Het muurwerk van de oostelijke gevel kenmerkt zich door een visgraatstructuur.
Meerdere verbouwingen veranderden het aanzien van de kerk. De hagioscopen in de zuidelijke en noordelijke muur bleven echter bewaard. Onder de apsis werd in de 17e eeuw een grafkelder voor de adellijke bewoners van de burcht gebouwd. Tegenwoordig is de grafkelder niet meer toegankelijk. In 1839 werden de gewelven van de kerk verwijderd en door een houten plafond vervangen.
De middeleeuwse klokkentoren moest in 1876 wegens bouwvalligheid worden gesloopt. Het kwam niet tot herbouw en sindsdien werden de klokken in de zuidelijke muur van de kerk ondergebracht. Omdat de galmgaten meestal gesloten waren, ontstond onder de bewoners het zegje: In Groß Middlum kann man die Glocken nur sehen, wenn man sie hört (In Groß Middlum ziet men de klokken alleen als men ze hoort). Tegenwoordig hangt de middagklok sinds 1997 in de dakruiter op de kerk, nadat deze in 1973 eveneens wegens bouwvalligheid moest worden gesloopt. De overige klokken hangen in een moderne klokkenstoel.

## Interieur
In plaats van gewelven wordt het interieur sinds 1839 door een houten plafond afgesloten.
De barokke kansel met het zeshoekige klankbord uit 1690 werd door peter Gerkes Husmann gebouwd. De rondbogige vensters van de kuip worden door gedraaide zuiltjes op de hoeken verdeeld.
Het orgel staat op een houten galerij met een welving in het midden. Het huidige instrument gaat terug op een in 1803-1804 door Johann Friedrich Wenthin gebouwd orgel met 13 registers met één manuaal en aangehangen pedaal. Tot na de Tweede Wereldoorlog was het instrument met uitzondering van de in beslag genomen pijpen in de Eerste Wereldoorlog weliswaar bijna geheel origineel, maar in een zeer slechte toestand. In plaats van een restauratie bouwde Alfred Führer in 1956 achter de historische orgelkas met hergebruik van de oude windladen een nieuw orgel. Het instrument vervoegt over twaalf registers op één manuaal en zelfstandig pedaal.

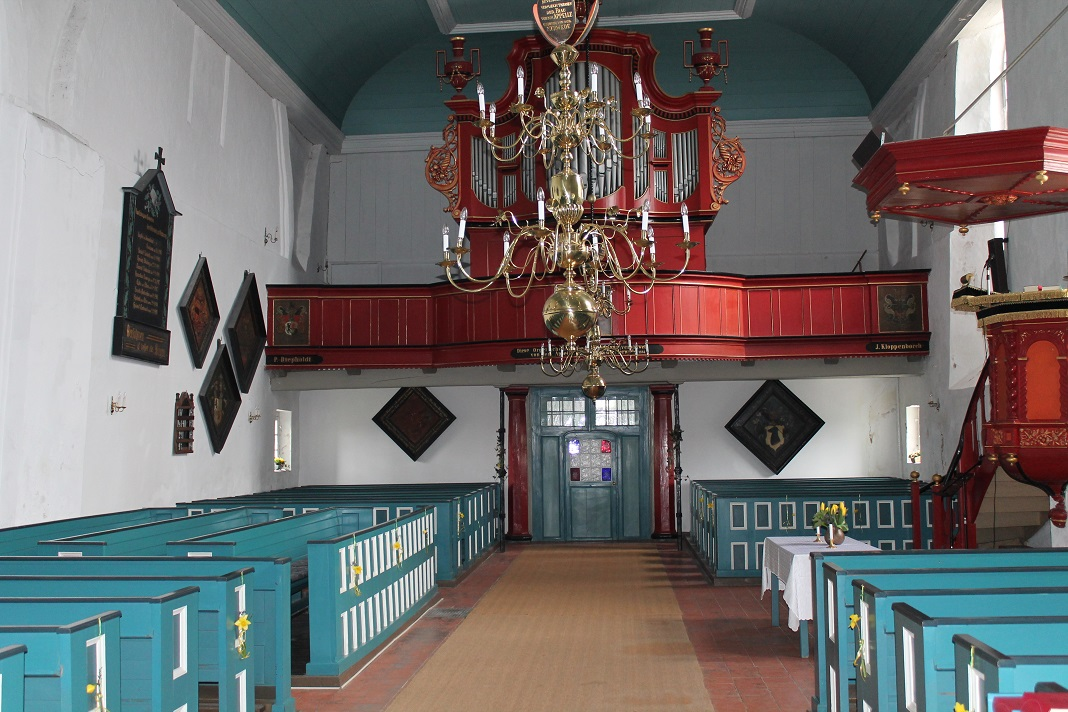
Overzicht interieur
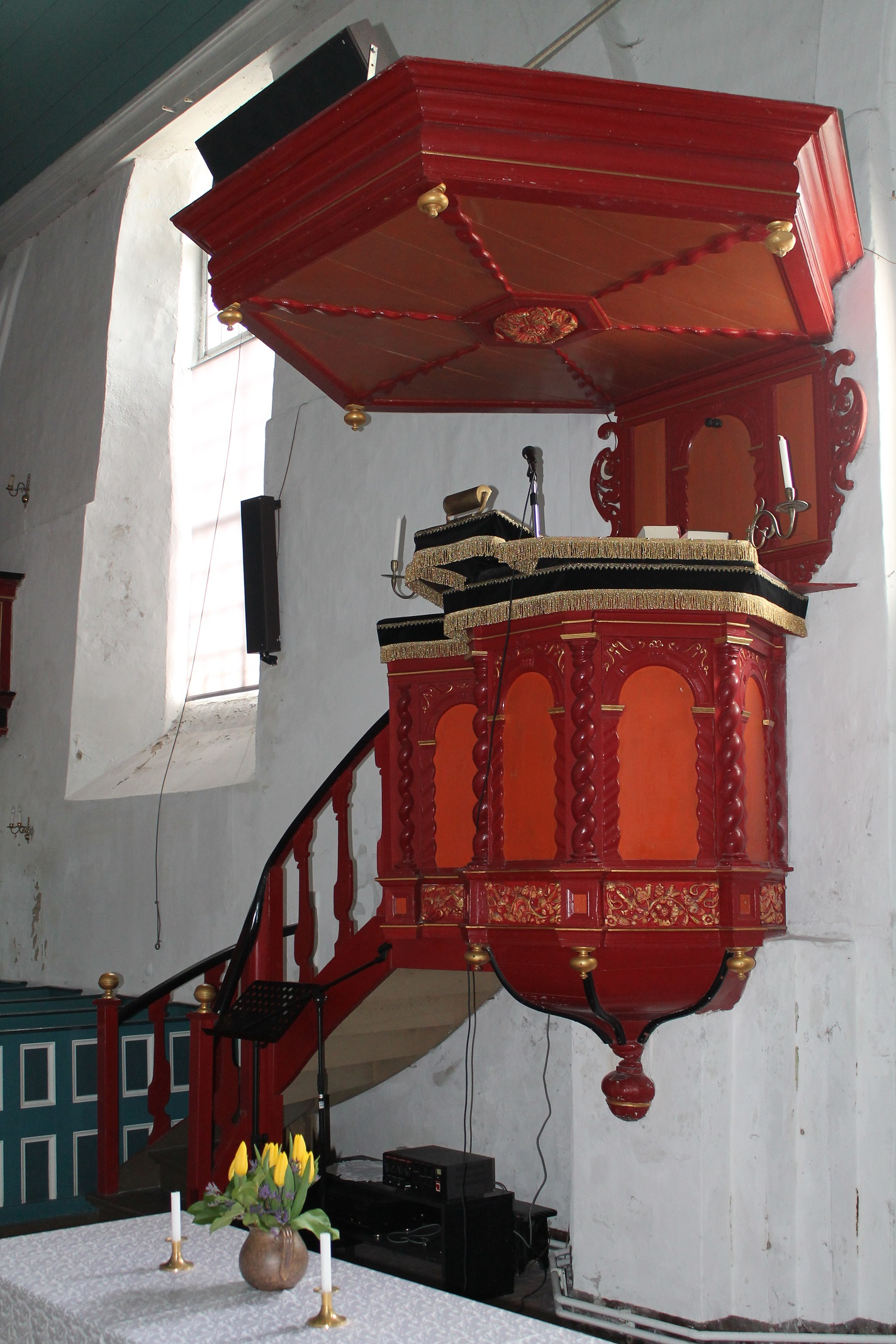
Kansel
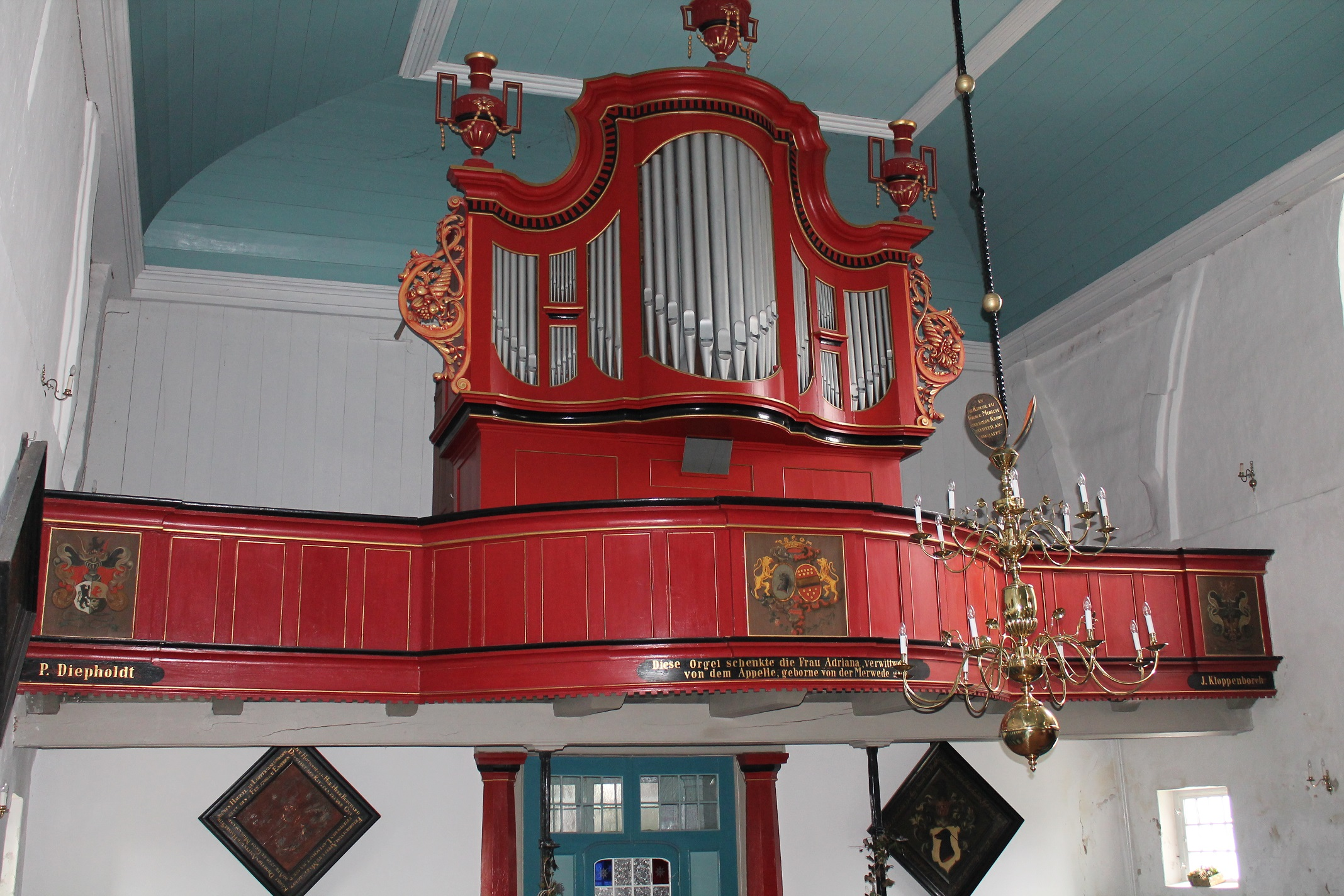
Orgel